# Pleurothallis rowleei
Pleurothallis rowleei är en orkidéart som beskrevs av Oakes Ames. Pleurothallis rowleei ingår i släktet Pleurothallis och familjen orkidéer. Inga underarter finns listade i Catalogue of Life.
Artens utbredningsområde anges som från Costa Rica till västra Ecuador.